# 越川一紀
越川 一紀（こしかわ かずのり、1956年1月23日 - ）は、日本の陸上競技選手、陸上競技指導者。元走高跳日本記録保持者、モントリオール五輪代表。
1973年アジア陸上競技選手権の走高跳で優勝。現在、順天堂大学スポーツ健康科学部准教授を務める。順天堂大学卒業。

## 経歴
身長は172cmしかなかったが非凡なジャンプ力で高校時代から注目され、1976年、モントリオールオリンピック国内最終予選を標準突破で優勝しワンチャンスを生かして出場権をつかんだ。
順大卒業後、初めての着任校である千葉県立君津高等学校に保健体育教諭・陸上競技部顧問として赴任し、当時は生徒を指導育成するのと並行し自身も現役選手として活躍した。その後千葉県立姉崎高等学校への赴任を経て、自身の母校である成田高等学校・付属中学校に教諭として赴任し、瀧田詔生退任後の陸上競技部監督に就任。名コーチとして評判をとる。主な指導選手には、澤野大地（棒高跳び日本記録保持者、富士通）、花岡麻帆（前走幅跳日本記録保持者、元Office24）、鈴木哲平（全国高等学校総合体育大会陸上競技大会で三冠王）、森拓朗（日本ジュニア選手権棒高跳優勝）、日色さおりらがいる。2004年アテネオリンピックハンマー投の金メダリスト室伏広治も越川の在職中に在学していたが、室伏の在学中は瀧田が存命中であったので、室伏の投てきに関しての指導はなかったが、基本的なトレーニング指導をした。また、元砲丸投日本記録保持者の岡野雄司も在職していた。監督として跳躍、短距離だけでなく全ての部員の指導し全国高校総体3度の総合優勝をした。その後、指導力を買われて順大講師に転身した。現在、順天堂大学陸上競技部監督、跳躍コーチも終えて2021年3月に退官。順天堂大学陸上競技部顧問
2004年、アテネオリンピック陸上日本選手団コーチを務める。2006年、世界室内陸上競技選手権大会日本選手団コーチ、大阪世界陸上競技選手権、世界ジュニア選手権日本選手団跳躍コーチを務める。現在、関東大学陸上競技連盟参与。

## 著書
- 『ジュニア陸上競技教典』（全国高等学校体育連盟陸上競技部(編)、陸上競技社、1997/3、走高跳の項を越川一紀が執筆）